# 马善祥
马善祥（1955年11月—），四川隆昌人，回族，中国共产党党员。中华人民共和国政治人物、第十三届全国人民代表大会重庆地区代表。

## 生平
2018年2月24日，当选为第十三届全国人大代表。
马善祥是重庆市江北区观音桥街道人民调解委员会“老马工作室”负责人。曾获全国优秀共产党员称号。